# Loara Atlantycka
Loara Atlantycka (fr. Loire-Atlantique, wymowaⓘ lwaʀatlɑ̃ˈtik) – francuski departament położony w regionie Kraj Loary. Departament został utworzony 4 marca 1790 roku. Departament oznaczony jest liczbą 44. Prefektura departamentu mieści się w Nantes.
Jest to jeden z pięciu departamentów, na które podzielona została Bretania w następstwie rewolucji francuskiej (1789), i zarazem jedyny znajdujący się poza granicami współczesnego regionu administracyjnego Bretania. Pierwotna nazwa departamentu – Loire-Inférieure (Dolna Loara) – została zmieniona na obecną w 1957 roku ze względu na negatywne konotacje słowa inférieure („dolna”, ale także „gorsza”).
Według danych na rok 2010 liczba zamieszkującej departament ludności wynosi 1 282 052 os. (188 os./km²); powierzchnia departamentu to 6815 km².
W 2023 roku w skład departamentu wchodziło 207 gmin (lista).

## Historia
W dniu 1 stycznia 2016 roku z połączenia dwóch ówczesnych gmin – Le Fresne-sur-Loire oraz Ingrandes – utworzono nową gminę Ingrandes-le-Fresne-sur-Loire. Gmina Le Fresne-sur-Loire przed połączeniem stanowiła część departamentu Loara Atlantycka (okręg Ancenis), natomiast Ingrandes – Maine i Loary (okręg Angers). Nowa gmina nie mogła być położona na terenie dwóch departamentów, toteż z dniem 31 grudnia 2015 roku przeniesiono dekretem Le Fresne-sur-Loire do departamentu Maine i Loara. Dekret podpisał ówczesny minister spraw wewnętrznych Francji – Bernard Cazeneuve.
1 stycznia 2018 roku terytorium departamentu zostało powiększone o dawną gminę Freigné, którą to wraz z utworzeniem nowej gminy Vallons-de-l’Erdre przeniesiono z departamentu Maine i Loara.

## Miejscowości
Największe miejscowości departamentu (w nawiasach liczba ludności w 2021 roku):

- Nantes (323 204)
- Saint-Nazaire (72 057)
- Saint-Herblain (49 537)
- Rezé (42 998)
- Saint-Sébastien-sur-Loire (28 283)
- Orvault (27 872)
- Vertou (26 002)
- Couëron (23 057)
- Carquefou (20 510)
- Bouguenais (20 410)
- La Chapelle-sur-Erdre (20 331)
- Pornic (17 910)
- La Baule-Escoublac (16 468)
- Guérande (16 151)
- Sainte-Luce-sur-Loire (15 527)
- Saint-Brevin-les-Pins (14 411)
- Châteaubriant (12 189)
- Pornichet (12 121)
- Ancenis-Saint-Géréon (11 099)
- Pontchâteau (11 075)
- Thouaré-sur-Loire (10 783)
- Treillières (10 230)
- Blain (10 187)
- Basse-Goulaine (9555)
- Vallet (9468)
- Saint-Philbert-de-Grand-Lieu (9388)
- Savenay (9350)
- Nort-sur-Erdre (9327)
- Les Sorinières (9031)
- Le Loroux-Bottereau (8649)
- Sautron (8512)
- Bouaye (8144)
- Donges (8113)
- Trignac (8106)